# Jens Lyn
Jens Lyn (eng.: Flash Gordon) er en science fiction-tegneserie. Serien er oprindeligt tegnet af Alex Raymond og offentliggjordes første gang 7. januar 1934.
Serien følger Jens Lyn og hans to rejsefæller, dr. Hans Zarkov og Dale Arden. Historien startede med dr. Zarkovs opfindelse af et rumskib, i hvilket de tre rejste til planeten Mongo, hvor de strandede. Mongo regeres af ærkefjenden, den ondskabsfulde tyran Kejser Ming.
Serien er blevet animeret og filmatiseret adskillige gange.